# Crow Wing County
Crow Wing County er et county i den amerikanske delstat Minnesota. Amtet ligger i den centrale del af delstaten og grænser op til Aitkin County i nordøst, Mille Lacs County i sydøst, Morrison County i sydvest og mod Cass County i nord.
Crow Wing Countys totale areal er 2.995 km², hvoraf 414 km² er vand. I 2000 havde amtet 55.099 indbyggere. Amtets administration ligger i byen Brainerd.
Amtet har fået sit navn efter en ø i Mississippifloden, som har form som en ravnevinge.

## Demografi
Ifølge folketællingen fra 2000 boede der 55.099 personer i amtet. Der var 22.250 husstande med 15.174 familier. Befolkningstætheden var 24 personer pr. km². Befolkningens etniske sammensætning var som følger: 97,64% hvide, 0,31% afroamerikanere. Indbyggerne i amtets etniske oprindelse: 32,5% tysk, 16,4% norsk, 9,4% svensk, 6,2% irsk.
Der var 22.250 husstande, hvoraf 30,20% havde børn under 18 år boende. 56,70% var ægtepar, som boede sammen, 8,00% havde en enlig kvindelig forsøger som beboer, og 31,80% var ikke-familier. 26,40% af alle husstande bestod af enlige, og i 11,70% af tilfældene boede der en person, som var 65 år eller ældre.
Gennemsnitsindkomsten for en hustand var $37.589 årligt, mens gennemsnitsindkomsten for en familie var på $44.847 årligt.